# GMT
El Greenwich Mean Time, usualment abreujat com a GMT, és una mesura del temps basada en el temps solar mitjà al meridià de Greenwich, meridià origen de les longituds, que travessa l'observatori de Greenwich, a prop de Londres, a Anglaterra. Les sigles GMT, poden ser llegides «Greenwich Meridian Time», especialment a Anglaterra, però aquesta lectura no ha estat mai oficial (la traducció literal és: "Temps Mitjà de Greenwich", que correspondria a una abreviació de "TMG" en català).
La mesura GMT ha servit de referència horària al món durant la major part del segle xx, abans de ser substituït pel «temps universal coordinat» UTC l'any 1972.
De vegades GMT és utilitzat encara com a sinònim del fus horari UTC+0. Les dues mesures, si bé semblants, no coincideixen, ja que el GMT es calcula sobre la rotació terrestre, i l'UTC sobre el TAI (Temps Atòmic Internacional), que basa el seu càlcul en la tècnica dels rellotges atòmics.